# Notation de la date et de l'heure au Canada
 (juin 2024).
La mise en forme du texte ne suit pas les recommandations de Wikipédia : il faut le « wikifier ».
Les points d'amélioration suivants sont les cas les plus fréquents. Le détail des points à revoir est peut-être précisé sur la page de discussion.
- Les titres sont pré-formatés par le logiciel. Ils ne sont ni en capitales, ni en gras.
- Le texte ne doit pas être écrit en capitales (les noms de famille non plus), ni en gras, ni en italique, ni en « petit »…
- Le gras n'est utilisé que pour surligner le titre de l'article dans l'introduction, une seule fois.
- L'italique est rarement utilisé : mots en langue étrangère, titres d'œuvres, noms de bateaux, etc.
- Les citations ne sont pas en italique mais en corps de texte normal. Elles sont entourées par des guillemets français : « et ».
- Les listes à puces sont à éviter, des paragraphes rédigés étant largement préférés. Les tableaux sont à réserver à la présentation de données structurées (résultats, etc.).
- Les appels de note de bas de page (petits chiffres en exposant, introduits par l'outil «  Source ») sont à placer entre la fin de phrase et le point final[comme ça].
- Les liens internes (vers d'autres articles de Wikipédia) sont à choisir avec parcimonie. Créez des liens vers des articles approfondissant le sujet. Les termes génériques sans rapport avec le sujet sont à éviter, ainsi que les répétitions de liens vers un même terme.
- Les liens externes sont à placer uniquement dans une section « Liens externes », à la fin de l'article. Ces liens sont à choisir avec parcimonie suivant les règles définies. Si un lien sert de source à l'article, son insertion dans le texte est à faire par les notes de bas de page.
- La présentation des références doit suivre les conventions bibliographiques. Il est recommandé d'utiliser les modèles {{Ouvrage}}, {{Chapitre}}, {{Article}}, {{Lien web}} et/ou {{Bibliographie}}. Le mode d'édition visuel peut mettre en forme automatiquement les références.
- Insérer une infobox (cadre d'informations à droite) n'est pas obligatoire pour parachever la mise en page.

Pour une aide détaillée, merci de consulter Aide:Wikification.
Si vous pensez que ces points ont été résolus, vous pouvez retirer ce bandeau et améliorer la mise en forme d'un autre article.
 (juin 2024).
La notation de la date et de l'heure au Canada combine les conventions du Royaume-Uni, les conventions des États-Unis et les conventions de France, créant souvent une confusion. Le gouvernement du Canada spécifie le format ISO 8601 pour les dates entièrement numériques ( YYYY - MM - DD ; par exemple, 2024-06-11 ). Il recommande d'écrire l'heure au format 24 heures ( 04:12 ) pour une clarté maximale en Anglais canadien et en Français canadien, mais autorise également l'horloge au format 12 heures ( 4:12 a.m. ) en Anglais.

## Date

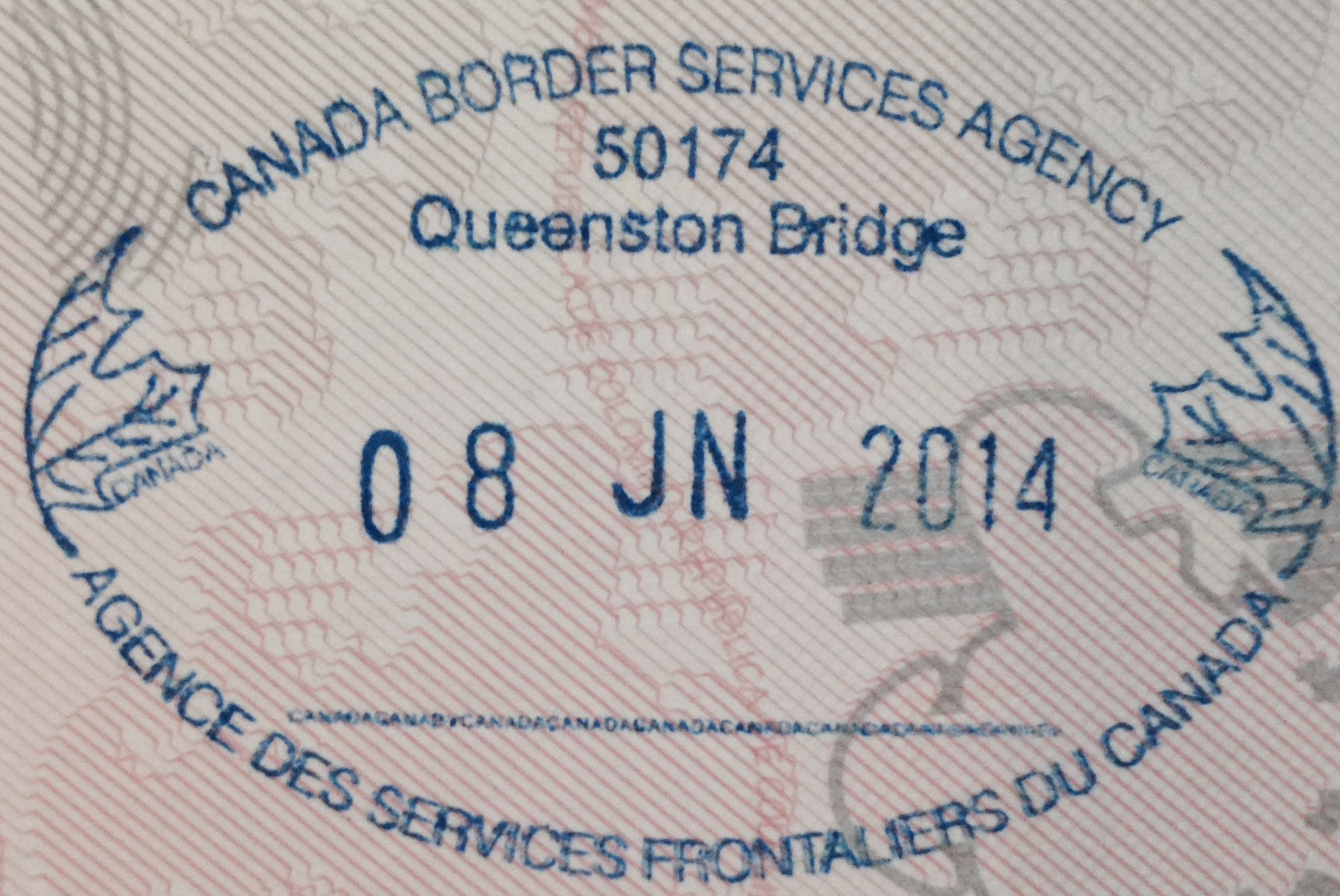
Timbre du passeport canadien du pont Queenston, indiquant la date du 8 juin 2014, avec juin écrit dans le code bilingue à deux lettres du Canada

Lors de la rédaction de la date complète, les anglophones oscillent entre les formes héritées du Royaume-Uni (débutant par le jour, le 7 janvier) et des États-Unis (débutant par le mois, le 7 janvier), selon les régions et le contexte. Les francophones écrivent systématiquement la date en commençant par le jour ( le 7 janvier) comme le reste de la francophonie. Le gouvernement approuve toutes ces formes lors de l'utilisation de mots, mais recommande uniquement le format ISO pour les toutes les dates numériques afin d'éviter les erreurs.

### Anglaise
La date peut être écrite soit avec le jour, soit avec le mois en premier en anglais canadien, éventuellement avec le jour de la semaine. Par exemple, le septième jour de janvier 2016 peut s'écrire :
- Jeudi 7 janvier 2016 ou jeudi 7 janvier 2016
- 7 Janvier 2016 ou 7 janvier 2016
- 2016-01-07

La séquence mois-jour-année est la méthode la plus courante pour écrire la date complète en anglais.[réf. nécessaire], mais les lettres officielles, les articles universitaires et les rapports préfèrent souvent la séquence jour-mois-année. Même aux États-Unis, où la séquence mois-jour-année est encore plus répandue, le Chicago Manual of Style recommande le format jour-mois-année pour les documents qui nécessitent de nombreuses dates complètes, car ils ne nécessitent pas de virgules et ont une portée et une reconnaissance internationale plus large. Écrire la date sous cette forme est également utile pour la compréhension bilingue, car elle correspond à la séquence française d'écriture de la date. Les documents à audience internationale, dont le passeport canadien, utilisent le format jour-mois-année.
La date est parfois écrite en mots, notamment dans les documents formels tels que les contrats et les invitations, sous forme orale :
- "… ce septième jour de janvier deux mille seize…"
- "… Jeudi sept janvier deux mille seize…"
- informel : "… jeudi 7 janvier [le] sept vingt seize…"

### Française
L'usage français place systématiquement le jour en premier lors de l'écriture de la date complète. Le format de date standard numérique est courant entre l'anglais et le français :
- [le] jeudi 7 janvier 2016
- [le] 7 janvier 2016
- 2016-01-07 (les traits d'union peuvent être remplacés par des espaces insécables ou omis[9]:40)

Le premier jour du mois s'écrit avec un indicateur ordinal : le 1er juillet 2017.
1er est appelé nombre ordinal en raison de son indice.
L'article "le" est requis en prose, sauf lorsqu'on inclut le jour de la semaine dans une date. Lors de l'écriture d'une date à des fins administratives (comme pour dater un document), on peut écrire la date avec ou sans l'article.

### Dates numériques
Le gouvernement du Canada recommande que les dates entièrement numériques en anglais et en français utilisent le format YYYY - MM - DD codifié dans la norme ISO 8601. Le Conseil canadien des normes précise également ceci comme format de date du pays,.
Le format YYYY - MM - DD est la seule méthode officiellement recommandée pour écrire une date numérique au Canada. La présence des formats DD / MM / YY (la plupart du monde) et MM / DD / YY (américain) entraîne souvent des erreurs d'interprétation. En utilisant ces systèmes, la date du 7 janvier 2016 pourrait s'écrire soit 01/07/16, soit 07/01/16, que les lecteurs peuvent également interpréter comme le 1er juillet 2016 (ou le 1er juillet 1916) ; à l’inverse, le 07/01/2016 ne peut être interprété comme une autre date.
Malgré son statut officiel et son large usage, il n'existe aucune législation contraignante exigeant l'utilisation du format YYYY - MM - DD, et d'autres formats de date continuent d'apparaître dans de nombreux contextes. Par exemple, Paiements Canada préfère la norme ISO 8601, mais autorise l'impression des chèques dans n'importe quel format de date. Même certains formulaires gouvernementaux, tels que les manifestes de fret commercial, proposent une ligne vierge sans aucune indication. Pour remédier à cela, Daryl Kramp a déposé un projet de loi d'initiative parlementaire ordonnant aux tribunaux d'interpréter les dates numériques en modifiant la Loi sur la preuve au Canada en 2011, ce qui interdirait effectivement tous les formats de date numérique autres que YYYY - MM - DD. Todd Doherty a relancé ce projet de loi en 2015, mais il n'a pas dépassé la première lecture avant la fin de la 42e législature canadienne,.
La réglementation fédérale sur les dates de conservation des denrées périssables impose un format année/mois/jour, mais permet d'écrire le mois au complet, dans les deux langues officielles, ou avec un ensemble de codes bilingues standardisés à deux lettres, comme 2016. JA 07 ou 16 JA 07. L'année n'est requise que si la date est postérieure à l'année en cours et peut être écrite avec deux ou quatre chiffres. Ces codes se retrouvent parfois dans d'autres contextes, aux côtés d'autres abréviations spécifiques à l'anglais ou au français,.

## Heure

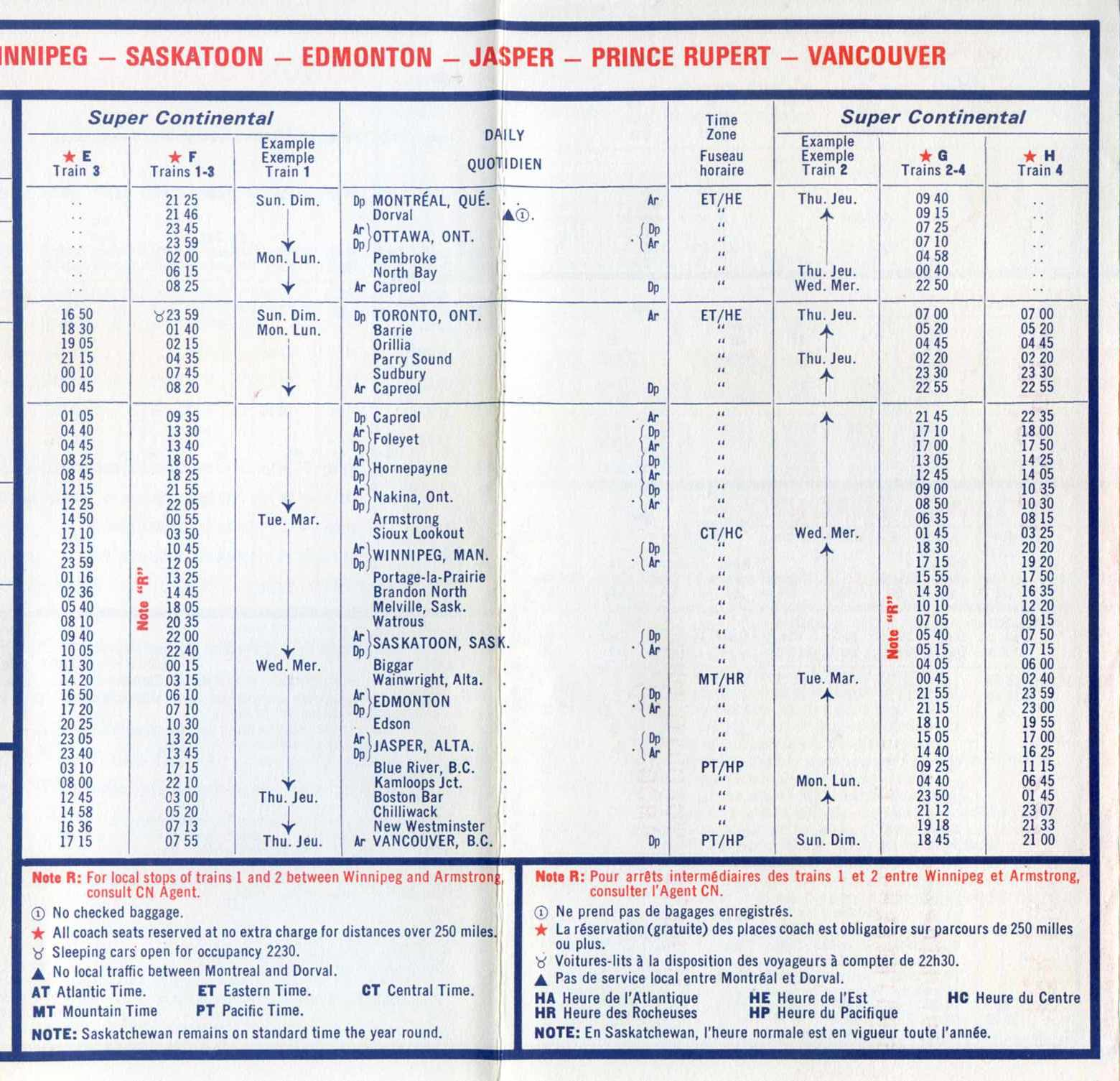
Horaire du Canadien National de 1975 utilisant l'horloge de 24 heures

Le Canada a été l'un des premiers pays à adopter l'horloge de 24 heures, que Sandford Fleming a présentée comme la clé d'une communication précise, parallèlement aux fuseaux horaires et à un méridien d'origine standard. Le Chemin de fer Canadien Pacifique (CP) a commencé à l'utiliser en 1886, avant son adoption officielle par les pays européens. La notation de 24 heures est plus courte, élimine le risque de confusion entre la première et la seconde moitié de la journée, particulièrement visible à minuit (00h00 ou 24h00, 12h00 matin) et midi (12h00, 12h00 pm), et est neutre en termes de langue. Les anglophones utilisent à la fois les horloges de 24 et 12 heures.[réf. nécessaire] Alors que les francophones utilisent généralement l'horloge de 24 heures, ils ont tendance à utiliser à la fois les horloges de 12 heures et de 24 heures dans la communication orale informelle.[réf. nécessaire]

### Anglaise
Le gouvernement du Canada recommande d'utiliser l'horloge de 24 heures pour éviter toute ambiguïté, et de nombreuses industries l'exigent. Quinze minutes après huit heures du soir peuvent s'écrire :
- 20h15
- 20:15:00
- 8h15 pm

L'horloge de 24 heures est largement utilisée dans des contextes tels que les transports, la médecine, les services environnementaux et la transmission de données, « préférable pour une plus grande précision et une compréhension maximale dans le monde entier ». Son utilisation est obligatoire dans certaines parties du gouvernement en tant qu'élément du Programme d'identité fédérale, en particulier dans des contextes tels que la signalisation où les locuteurs de l'anglais et du français lisent le même texte.
En dehors de l’influence du style gouvernemental, le système des 24 heures est rarement utilisé. Le gouvernement qualifie le système de 24 heures de « souhaitable » mais n'impose pas son utilisation, ce qui signifie que l'horloge de 12 heures reste courante pour un usage oral et informel dans les contextes anglophones. Ce n’est pas le style recommandé en journalisme, par exemple. Cette situation est similaire à l'utilisation de l' horloge de 24 heures au Royaume-Uni.

### Française
Les communications gouvernementales en français canadien indiquent l'heure en utilisant la notation de 24 heures à toutes fins. C'est également le style recommandé pour le journalisme, mais en dehors du gouvernement et du journalisme, la notation de 12 heures est également utilisée lorsque l'heure est écrite en mots:41. Les heures et les minutes peuvent être écrites avec des séparateurs différents selon le contexte :
- 20 h 15
- 20:15 (tableaux, horaires et autres utilisations techniques ou bilingues)
- 2015 (un style alternatif pour 20h15)[9]:41